# Unité de transmission des Gurkhas de la Reine
L'Unité de transmission des Gurkhas de la Reine ou Queen's Gurkha Signals (QGS) est une unité de Gurkhas régulière du Royal Corps of Signals, l'une des armes de soutien au combat de l'armée britannique. Avec les Queen's Gurkha Engineers, le Queen's Own Gurkha Logistic Regiment et les Royal Gurkha Rifles, ils font partie de la Brigade de Gurkhas. Le QGS a été formé pendant l'urgence malaise pour soutenir la 17e division de Gurkha. 

## Histoire
L'histoire des transmetteurs Gurkhas remonte à 1911, lorsqu'ils étaient employés dans les trois corps Sapeurs et Mineurs indiens (Bombay, Bengale et Madras). Ce n'est que pendant la Première Guerre mondiale que des compagnies entières de transmetteurs Gurkha existèrent au sein de ces trois corps. Finalement, à la fin de 1928, ces corps furent retirés du service en raison de la diminution des effectifs après la guerre. 
La deuxième unité de transmetteurs Gurkhas fut créée pendant l'urgence malaise en 1948. L'unité fut constituée pour soutenir l'infanterie Gurkha impliquée dans la bataille contre l'organisation de guérilla communiste, l'Armée de libération des races malaises. Cette unité était entièrement composée de Gurkhas contrairement aux précédentes. Le 18 décembre 1959, la nouvelle unité est baptisée 48th Gurkha Brigade Signal Squadron avec à sa tête, le major LH Gregory MBE. 

## Titres du régiment et héritage
Dans le cadre des célébrations du jubilé d'argent de la Reine en 1977, le régiment a retrouvé son titre royal, en même temps que les sapeurs Gurkhas, devenant le Queen's Gurkha Signals. Le titre royal et la couronne royale ont été officiellement adaptés le 20 avril 1977. Les noms du régiment et de ses prédécesseurs sont les suivants: 
- Gurkha Signals (1948–1949)
- Gurkha Royal Signals (1949–1954)
- Gurkha Signals (1954–1977)
- Queen's Gurkha Signals (1977–aujourd'hui)

## Écusson et couvre-chef

### Insigne de bérêt
Au cours de leur année de formation, les hommes s'appellent transmetteurs Gurkhas de la Reine (Gurkha Royal Signals) et portent l'insigne du Royal Corps of Signals, «Jimmy». Le 23 septembre 1954, le Gén. de division LECM Perowne CBE présenta à l'unité son propre insigne de bérêt et, depuis ce jour, le régiment fête son anniversaire le 23 septembre. 
 À votre insignes, les troupes vous reconnaitront. À votre loyauté, votre bravoure, vos compétences, elles vous jugeront en tant qu'hommes et mesureront votre efficacité en tant que soldats.
Le 21 avril 1956, un honneur fut accordé au régiment lorsque SAR la princesse royale présenta sa bannière aux tambours et trompettes. Son Altesse Royale la princesse continua à servir en tant que chef de corps du QGS puisqu'elle est à la tête du Royal Corps of Signals. 

### Emblème
Deux Khukuris pointes vers le haut, les mains croisées en sautoir, les arêtes tranchantes des lames vers l'intérieur, entre les lames la figure de Mercure sur un globe, ce dernier soutenu au-dessus par un parchemin portant la devise 'Certa Cito' et en bas par neuf feuilles de laurier, le tout surmonté de la couronne de Saint-Édouard.  
Le régiment a également été autorisé à adopter le tartan Red Grant et est donc affilié au Scottish Regiment. 

## Structure

### Actif
L'unité comprend cinq escadrons,: 
- 246e Escadron - York
- 247e Escadron - Staffordshire
- 248e Escadron - Staffordshire
- 249e Escadron - Bulford
- 250e Escadron - Bramcote

## Voir également
- Unités du Royal Corps of Signals